# الجودو في دورة الألعاب العربية 2011
الجودو في دورة الألعاب العربية لعام 2011 ، عقدت فعاليات الجودو في نادي قطر الرياضي في الدوحة في قطر خلال افترة من 10 إلى 12 ديسمبر، وقد تم التنافس على 16 منافسة. 

## جدول الميداليات
*   البلد المضيف (مضيف)
| المرتبة | فريق    | ذهبية | فضية | برونزية | المجموع |
| ------- | ------- | ----- | ---- | ------- | ------- |
| المجموع | المجموع | 0     | 0    | 0       | 0       |

## روابط خارجية
- الجودو في الموقع الرسمي